# Rozkișne, Berezivka
Rozkișne (în ucraineană Розкішне) este un sat în comunei Petrovirivka din raionul Berezivka, regiunea Odesa, Ucraina.

## Demografie
Componența lingvistică a localității Rozkișne
     Ucraineană (97,48%)
     Rusă (1,26%)
     Alte limbi (0,63%)
Conform recensământului din 2001, majoritatea populației localității Rozkișne era vorbitoare de ucraineană (97,48%), existând în minoritate și vorbitori de rusă (1,26%).